# Nemzeti Bajnokság I 1919-1920
L'edizione 1919-20 del Nemzeti Bajnokság I vide la vittoria finale dell'MTK, che conquistò il suo settimo titolo, il quinto ufficiale consecutivo.
Capocannoniere del torneo fu György Orth dell'MTK con 28 reti.
Il campionato era costituito da un girone per le squadre di Budapest, più altri sei campionati regionali. I sei vincitori regionali si sarebbero sfidati tra di loro, e la vincente avrebbe sfidato la vincente di Budapest per il titolo nazionale. In realtà non si giocarono né le sfide tra i campioni provinciali, né quella per il titolo nazionale.

## Classifica (Budapest)
|    | Classifica          | G  | V  | N  | P  | GF  | GS | Dif | Pt |
| -- | ------------------- | -- | -- | -- | -- | --- | -- | --- | -- |
| 1  | MTK (C)             | 28 | 26 | 1  | 1  | 113 | 17 | +96 | 53 |
| 2  | Kispesti AC         | 28 | 19 | 5  | 4  | 52  | 21 | +31 | 43 |
| 3  | Ferencvárosi TC     | 28 | 15 | 10 | 3  | 37  | 15 | +22 | 40 |
| 4  | Törekvés SE         | 28 | 12 | 8  | 8  | 39  | 31 | +8  | 32 |
| 5  | Budapesti TC        | 28 | 12 | 6  | 10 | 37  | 33 | +4  | 30 |
| 6  | Vasas SC            | 28 | 10 | 9  | 9  | 31  | 26 | +5  | 29 |
| 7  | Újpesti TE          | 28 | 11 | 4  | 13 | 39  | 30 | +9  | 26 |
| 8  | Magyar AC           | 28 | 10 | 6  | 12 | 35  | 42 | -7  | 26 |
| 9  | III. Kerületi TVE   | 28 | 8  | 8  | 12 | 22  | 30 | -8  | 24 |
| 10 | Budapesti AK        | 28 | 7  | 9  | 12 | 29  | 37 | -8  | 23 |
| 11 | Terézvárosi TC      | 28 | 6  | 11 | 11 | 25  | 40 | -15 | 23 |
| 12 | Nemzeti SC          | 28 | 6  | 8  | 14 | 29  | 56 | -27 | 20 |
| 13 | Újpesti Törekvés SE | 28 | 8  | 3  | 17 | 20  | 60 | -40 | 19 |
| 14 | MAFC                | 28 | 5  | 6  | 17 | 12  | 47 | -35 | 16 |
| 15 | 33 FC               | 28 | 5  | 6  | 17 | 10  | 45 | -35 | 16 |

- (C) Campione nella stagione precedente

### Verdetti
- MTK campione d'Ungheria 1919-20.
- Nemzeti SC, Újpesti Törekvés SE e MAFC retrocesse in Nemzeti Bajnokság II.